# Oxyropsis
Oxyropsis – rodzaj słodkowodnych ryb sumokształtnych z rodziny zbrojnikowatych (Loricariidae). Spotykane w hodowlach akwariowych.

## Występowanie
Orinoko i Rio Negro oraz środkowe i górne dorzecze Amazonki.

## Klasyfikacja
Gatunki zaliczane do tego rodzaju:
- Oxyropsis acutirostra
- Oxyropsis carinata
- Oxyropsis wrightiana

Gatunkiem typowym jest Oxyropsis wrightiana.